# Дорназа альфа
Дорназа альфа (Пульмозим) — рекомбінантна людська дезоксирибонуклеаза (рлДНКаза) — фермент, який селективно розщеплює ДНК. Білок продукується генетично модифікованими клітинами яєчників китайського хом'ячка, що містять ДНК, що кодує рідний білок людини, дезоксирибонуклеазу і (ДНКазу).
Рекомбінантна людська ДНКаза I стала однією з ранніх продуктів, розроблених Genentech, засновником біотехнологічної промисловості, що тепер є частиною Roche.

## Будова ензиму
Даний глікопротеїн містить 260 амінокислот з приблизною молекулярною масою 37000 дальтон. Первинна амінокислотна послідовність ідентична послідовності нативного людського ферменту DNASE1..

## Механізм дії
При муковісцидозі рецидивні інфекційні загострення і прогресуюче руйнування легенів можуть бути пов'язані з накопиченням в'язких гнійних виділень в дихальних шляхах. Дані виділення містять високі концентрації позаклітинної ДНК, що виділяються зруйнованими лейкоцитами. Для оцінки потенційної клінічної корисності рекомбінантної людської ДНК-ази I (rhDNase або Pulmozyme) ген людського ферменту клонували, секвенували й експресували. У дослідженнях in vitro показано, що rhDNase знижує [[[в'язкість]] та адгезивність виділень і полегшує видалення мокротиння. У короткострокових клінічних випробуваннях фази 1 і 2 було показано, що rhDNase безпечно переноситься і покращує FEV1 (forced expiratory volume in one second), FVC (forced vital capacity) і симптоми задишки. Довгострокове плацебо-контрольоване дослідження фази 3 було проведено у 968 дорослих і дітей (> або 5 років) з кістозним фіброзом для визначення ефекту rhDNase на ризик респіраторних загострень. У порівнянні з пацієнтами, які отримували  плацебо, пацієнти, які отримували rhDNase один раз на добу або двічі на день, відчували зниження ризику респіраторних загострень на 28 % (p = 0,04) і 37 % (p = 0,01) відповідно. Інгаляція rhDNase не викликала анафілактичного шоку, але була пов'язана зі зміною голосу, хрипотою, фарингітом, які, як правило, були м'якими і недовготривалими. Також аерозольне введення rhDNase знижується ризик інфекційних загострень, що вимагають застосування парентеральних антибіотиків, і поліпшення дихальних функцій та самопочуття пацієнта.

## Лікарська форма
Інгаляційний розчин: 2,5 мг / 2,5 мл в ампулах для одноразового використання.
Пульмозим вводять шляхом інгаляції з використанням рекомендованого небулайзера. Ваш лікар або інший медичний працівник надасть Вам докладні інструкції щодо використання та обслуговування небулайзера.

## Застереження
Дорназа альфа може викликати побічні ефекти:
- зміна голосу
- біль у горлі
- хрипота
- подразнення очей
- висип

Якщо ви відчуваєте будь-який з наступних симптомів, негайно зверніться до лікаря:
- Подальше утруднення дихання
- біль у грудях[7].

Дорназа альфа не є заміною фізіотерапії, пацієнтам рекомендують виконувати дихальні вправи, щоб очистити дихальні шляхи — зазвичай через годину після прийому муколітика. Це зменшує ризик інфекції.